# Liste der Monuments historiques im Dominikanerkloster Carpentras
Die Liste der Monuments historiques im Dominikanerkloster Carpentras führt die als Monument historique klassifizierten Objekte im ehemaligen Dominikanerkloster in der französischen Stadt Carpentras auf.

## Liste der Objekte
| Bezeichnung                              | Beschreibung    | Standort | Kennzeichnung | Schutzstatus             | Datum | Bild |
| ---------------------------------------- | --------------- | -------- | ------------- | ------------------------ | ----- | ---- |
| Schlussstein und vier Konsolen des Chors | 14. Jahrhundert | Chor     | PM84000345    | Classé au titre immeuble | 1932  |      |